# Biebersteinia orphanidis
Biebersteinia orphanidis är en tvåhjärtbladig växtart som beskrevs av Pierre Edmond Boissier. Biebersteinia orphanidis ingår i släktet Biebersteinia och familjen Biebersteiniaceae. Inga underarter finns listade i Catalogue of Life.